# Lord’s Bank
Lord's Bank – wieś w Belize, w dystrykcie Belize.